# Shinroku Momose
Shinroku Momose (百瀬 晋六 Momose Shinroku?) (Shiojiri, 20 de febrero de 1919 - 21 de enero de 1997) fue un ingeniero automotriz japonés.
Es famoso por el desarrollo del Subaru 360, el Subaru Sambar y el Subaru 1000.

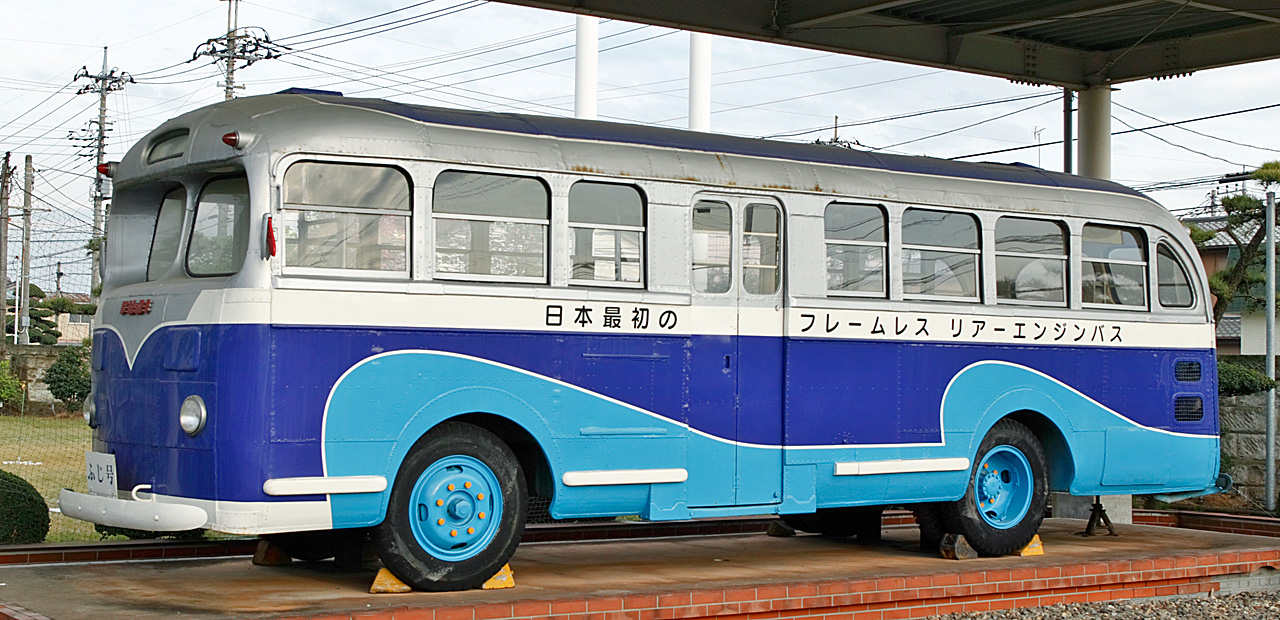
Fuji TR014X-2 Bus

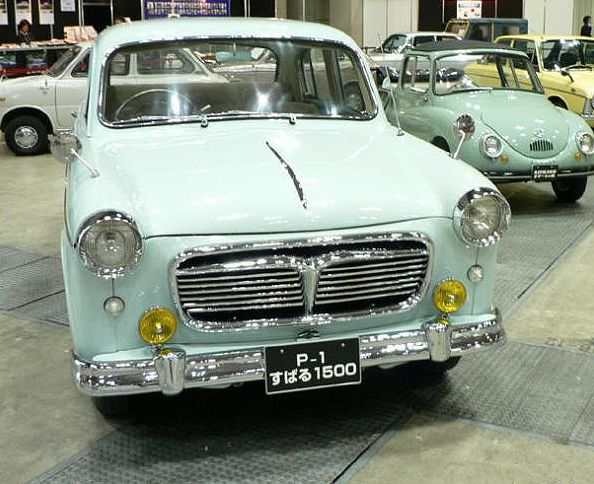
Subaru 1500 (P-1)

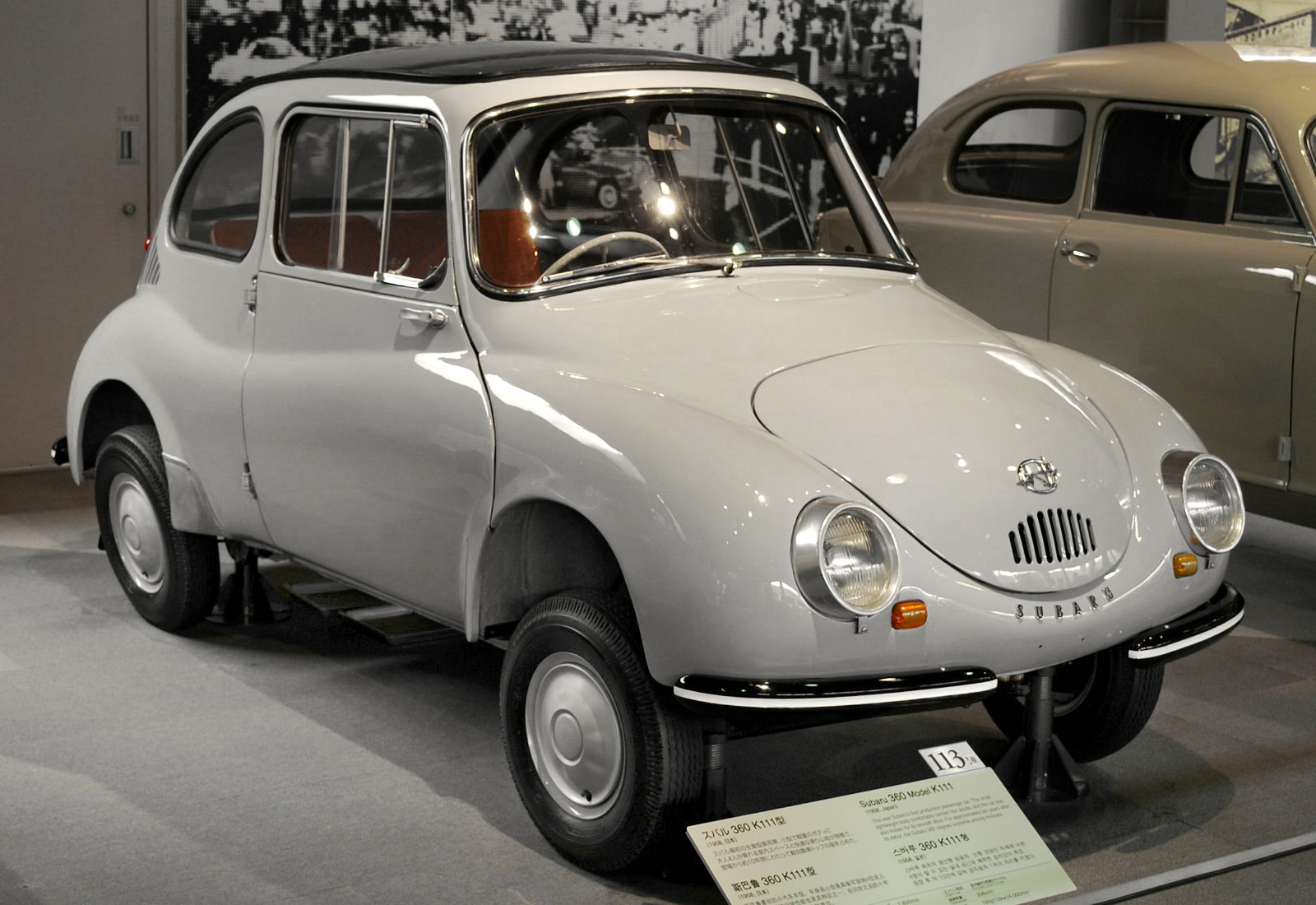
Subaru 360 (K111)

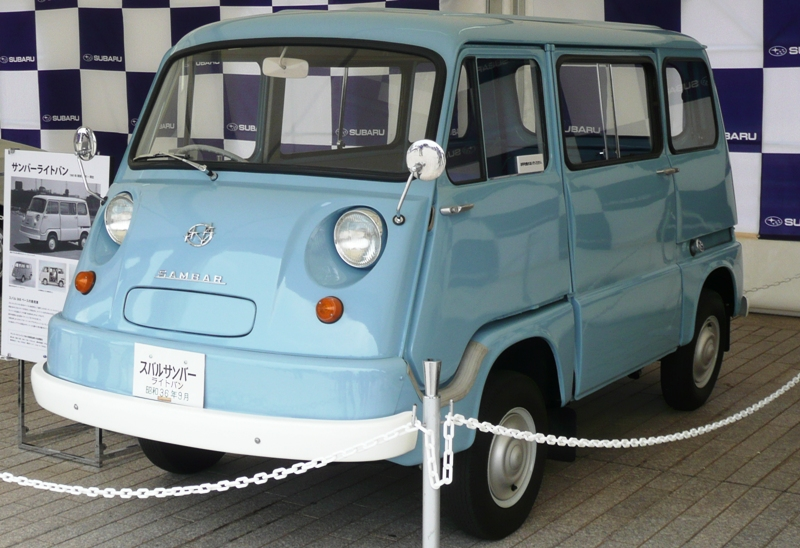
Subaru Sambar

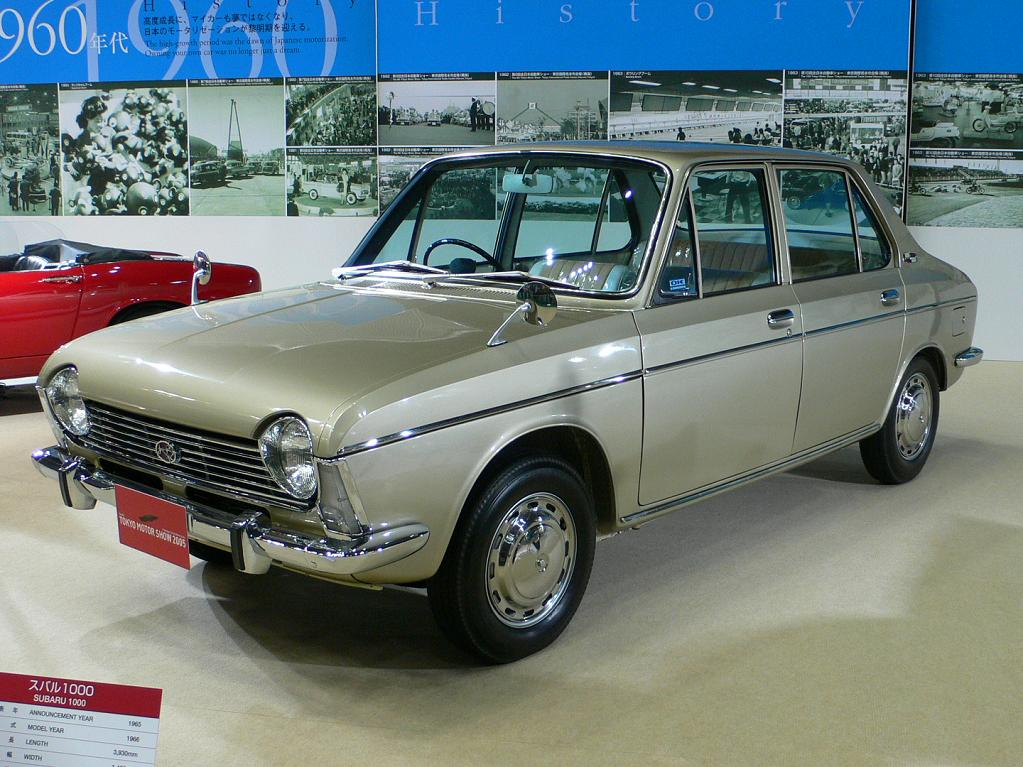
Subaru 1000 (A522)